# فندقیان ۳۸۴۶
سیارک ۳۸۴۶ (به انگلیسی: 3846 Hazel، نامگذاری:1980TK5) سه هزار و هشتصد و چهل و ششمین سیارک کشف شده‌است که در ۹ اکتبر ۱۹۸۰ کشف شد.
قدر مطلق سیارک برابر ۱۲٫۱۰ است.